# Yehualtepec
Yehualtepec là một đô thị thuộc bang Puebla, México. Năm 2005, dân số của đô thị này là 20875 người.